# Santa Maria Coghinas
Santa Maria Coghinas är en ort och kommun i provinsen Sassari i regionen Sardinien i Italien. Kommunen hade 1 391 invånare (2017).